# Czesław Domagała
Czesław Kazimierz Domagała (ur. 27 sierpnia 1911 w Bogumiłowicach, zm. 19 lutego 1998 w Krakowie) – polski działacz komunistyczny, poseł na Sejm PRL I, IV i V kadencji.

## Życiorys
Syn Adama i Marianny. Uzyskał wykształcenie średnie. Działał w Związku Młodzieży Wiejskiej RP „Wici”, a w latach 1933–1938 był członkiem Komunistycznej Partii Polski (za działalność komunistyczną był karany, w latach 1936–1937 przebywał w Miejscu Odosobnienia w Berezie Kartuskiej). Od grudnia 1944 należał do Polskiej Partii Robotniczej, wraz z którą 4 lata później wszedł w skład Polskiej Zjednoczonej Partii Robotniczej. W PPR zajmował (od lutego 1945) stanowisko kierownika Wydziału Wojskowego Komitetu Centralnego, przez niespełna 3 lata był jednocześnie zastępcą kierownika Wydziału Personalnego KC, ponadto w 1948 został II sekretarzem Komitetu Wojewódzkiego w Łodzi. W PZPR pełnił funkcje: I sekretarza Komitetu Wojewódzkiego PZPR w Łodzi (1948–1949), członka (od 1948) i zastępcy przewodniczącego (1949–1950) Centralnej Komisji Kontroli Partyjnej, I sekretarza KW w Gdańsku (1950–1951), kierownika Wydziału Ogólnego Komitetu Centralnego (1951–1952), zastępcy członka (1954–1968) i członka (1968–1971) KC, inspektora Wydziału Rolnego KC (1957–1958) oraz I sekretarza KW w Krakowie (1965–1971). W 1952, 1965 i 1969 uzyskiwał mandat posła na Sejm PRL w okręgach kolejno Piotrków Trybunalski i (dwukrotnie) Chrzanów. W trakcie I kadencji zasiadał w Komisji Obrotu Towarowego, a w trakcie IV i V w Komisji Planu Gospodarczego, Budżetu i Finansów. W latach 1958–1965 pełnił funkcję przewodniczącego prezydium Wojewódzkiej Rady Narodowej w Kielcach, a od 1952 do 1957 podsekretarza stanu w Ministerstwie Rolnictwa.

## Odznaczenia
- Order Sztandaru Pracy I (1959)[1] i II klasy
- Złota odznaka Związku Nauczycielstwa Polskiego (1968)[2]
- Medal pamiątkowy „Za zasługi dla Warszawskiego Okręgu Wojskowego” (1970)[3]

Został pochowany na cmentarzu komunalnym w Cedzynie.